# 神雷龍之助
神雷 龍之助（じんらい りゅうのすけ、1926年3月27日 - 1984年11月6日）は、伊勢ヶ濱部屋、荒磯部屋に所属した元大相撲力士。本名は海津 正道（かいづ まさみち）。現在の茨城県神栖市出身。168cm、109kg。最高位は西十両12枚目。得意技は右四つ、寄り。

## 経歴
1941年5月場所に初土俵。1953年1月場所に十両昇進。十両は計13場所務め、十両下位で2場所連続で4勝11敗と大敗した1956年9月場所限りで廃業した。
廃業後は滋賀県大津市で相撲料理店「ちゃんこ神雷」を経営した。

## 主な成績
- 通算成績：217勝253敗  勝率.462
- 十両成績：79勝116敗  勝率.405
- 現役在位：42場所
- 十両在位：13場所

### 場所別成績
| 1941年 （昭和16年） | x                  | x                 | （前相撲）            | x                        |
| 1942年 （昭和17年） | （番付外）         | x                 | （前相撲）            | x                        |
| 1943年 （昭和18年） | 西序ノ口18枚目 2–6 | x                 | 東序ノ口7枚目 6–2     | x                        |
| 1944年 （昭和19年） | 西序二段29枚目 5–3 | x                 | 西三段目45枚目 3–2    | 西三段目22枚目 1–4       |
| 1945年 （昭和20年） | x                  | x                 | 東三段目32枚目 0–5    | 東序二段7枚目 3–2        |
| 1946年 （昭和21年） | x                  | x                 | 国技館修理 のため中止 | 東三段目19枚目 4–3       |
| 1947年 （昭和22年） | x                  | x                 | 西三段目9枚目 3–2     | 東幕下27枚目 4–2         |
| 1948年 （昭和23年） | x                  | x                 | 東幕下13枚目 3–3      | 東幕下13枚目 2–4         |
| 1949年 （昭和24年） | 東幕下19枚目 3–9   | x                 | 東幕下27枚目 5–10     | 東三段目4枚目 9–6        |
| 1950年 （昭和25年） | 東幕下22枚目 6–9   | x                 | 東幕下25枚目 5–10     | 東三段目4枚目 6–9        |
| 1951年 （昭和26年） | 西三段目7枚目 9–6  | x                 | 東三段目2枚目 12–3    | 東幕下16枚目 7–8         |
| 1952年 （昭和27年） | 西幕下18枚目 9–6   | x                 | 東幕下12枚目 8–7      | 東幕下6枚目 10–5         |
| 1953年 （昭和28年） | 西十両16枚目 9–6   | 西十両13枚目 5–10 | 東十両18枚目 7–8      | 東十両19枚目 1–14        |
| 1954年 （昭和29年） | 東幕下5枚目 3–5    | 東幕下7枚目 5–3   | 西幕下3枚目 5–3       | 東張出十両22枚目 8–7     |
| 1955年 （昭和30年） | 東十両16枚目 8–7   | 西十両15枚目 5–10 | 西十両18枚目 6–9      | 西十両21枚目 9–6         |
| 1956年 （昭和31年） | 西十両12枚目 5–10  | 東十両18枚目 8–7  | 東十両16枚目 4–11     | 西十両23枚目 引退 4–11–0 |
| 各欄の数字は、「勝ち-負け-休場」を示す。 優勝 引退 休場 十両 幕下 三賞：敢=敢闘賞、殊=殊勲賞、技=技能賞 その他：★=金星 番付階級：幕内 - 十両 - 幕下 - 三段目 - 序二段 - 序ノ口 幕内序列：横綱 - 大関 - 関脇 - 小結 - 前頭（「#数字」は各位内の序列） |                    |                   |                       |                          |

## 改名歴
- 海津（かいづ）1941年5月場所 - 1942年5月場所
- 東崎（あずまざき）1943年1月場所 - 1944年11月場所
- 東浪（あずまなみ）1945年6月場所
- 東崎（あずまざき）1945年11月場所 - 1947年6月場所
- 常陸崎（ひたちざき）1947年11月場所 - 1949年5月場所
- 海津（かいづ）1949年10月場所 - 1951年5月場所
- 神雷 龍之助（じんらい りゅうのすけ）1951年9月場所 - 1956年9月場所